# Židovské starožitnosti
Židovské starožitnosti (starořecky Ἰουδαϊκὴ ἀρχαιολογία – Iúdaiké archaiologia, latinsky Antiquitates Iudaicae) je starověké dílo napsané  dějepiscem Flaviem Josephem a zpřístupňující dějiny Židů ostatním obyvatelům Starověkého Říma. Bylo napsáno ve starořečtině ve třináctém roce vlády císaře Domitiana, tedy v roce 93 nebo 94 našeho letopočtu. Název díla pravděpodobně odkazuje k staršímu dílu Římské starožitnosti, které sepsal o století dříve Dionýsios z Halikarnassu.
Popisované dějiny začínají stvořením světa a končí první židovskou válkou v roce 66. Ve starší části dějin práce odpovídá výkladu tanachu (tedy i Starému zákonu), dále pokračuje popisem Makabejců, Hasmoneovského království, vlády Heroda Velikého a jeho synů a je také zdrojem informací o prvotním křesťanství. 
Dílo se dělí do dvaceti knih. 

## Opisy
Nejstarší dochovaný starořecký opis je z jedenáctého století, zahrnuje knihy 11 až 20 a je uložený v Ambrosiánské knihovně v Miláně. Latinský překlad pochází už z pozdního starověku a za jeho autora bývá označován svatý Jeroným nebo jeho současník Tyrannius Rufinus. Začátkem 10. století vznikl za vlády Symeona I. v Preslavské škole překlad do staroslověnštiny.

## Obsah a zdroje
Pro nejstarší dějiny popsané v 1. až 11. knize byl Josefovi zdrojem především Tanach, pro další dějiny bylo jeho hlavním zdrojem dílo Nikolaa z Damašku.
| Knihy         | Obsah                                                                                               | Biblické zdroje                                                      | Další zdroje                                               |
| ------------- | --------------------------------------------------------------------------------------------------- | -------------------------------------------------------------------- | ---------------------------------------------------------- |
| 1. kniha      | Od stvoření světa po Abraháma, Izáka a Jákoba                                                       | Genesis                                                              | Alexandros Polyhistor, Béróssos                            |
| 2. kniha      | Od Josefa po Mojžíšovo vyvedení Židů z Egypta                                                       | Genesis, Exodus                                                      | neznámý zdroj shodný s tím použitým Artapanem z Alexandrie |
| 3.–4. kniha   | Mojžíš vede Židy na Sinaj a umírá                                                                   | Exodus, Leviticus, Numeri, Deuteronomium                             |                                                            |
| 5. kniha      | Boj pod vedením Jozueho, jeho smrt, vláda soudců                                                    | kniha Jozue, kniha Soudců, kniha Rút                                 |                                                            |
| 6.–7. kniha   | kralování Saula a Davida                                                                            | knihy Samuelovy                                                      |                                                            |
| 8.–10. kniha  | Kralování Šalomounovo, rozdělení na Izraelské a Judské království, babylónské zajetí, prorok Daniel | knihy Královské, prorocké knihy, například kniha Jonáš, kniha Daniel | Dějiny od Hérodota, Béróssos                               |
| 11. kniha     | Návrat židů z vyhnanství, znovuvystavení chrámu, kniha končí smrtí Alexandra Velikého               | kniha Ezdráš, kniha Nehemjáš, kniha Ester                            |                                                            |
| 12. kniha     | období helénismu až do smrti Judy Makabejského                                                      |                                                                      | List Aristeův, 1. kniha Makabejská                         |
| 13.–14. kniha | Hasmoneovské království                                                                             |                                                                      | 1. kniha Makabejská, Nikolaos z Damašku                    |
| 15.–17. kniha | vláda Heroda Velikého                                                                               |                                                                      | Nikolaos z Damašku                                         |
| 18.–20. kniha | přímá římská správa nad Judeou                                                                      |                                                                      |                                                            |